# Lions and Ladies
Lions and Ladies est un film muet américain réalisé par Frank Griffin et sorti en 1919.

## Fiche technique
- Titre : Lions and Ladies
- Réalisation : Frank Griffin
- Production : Abe Stern, Julius Stern pour L-KO Kompany
- Distribution : Universal Film Manufacturing Company
- Genre : Comédie
- Dates de sortie :
  -  États-Unis : 26 février 1919

## Distribution
- Oliver Hardy
- Harry Mann
- Rosa Gore
- Bobby Dunn